# 4294 Horatius
4294 Horatius је астероид главног астероидног појаса са средњом удаљеношћу од Сунца која износи 2,802 астрономских јединица (АЈ).
Апсолутна магнитуда астероида је 12,8.